# Comunicazione unificata
La Comunicazione unificata (UC) è l'integrazione di servizi real-time di comunicazione quali, ad esempio, l'Instant messaging (chat), la Telefonia IP, la videoconferenza con i mezzi di comunicazione in differita come, ad esempio, la segreteria telefonica, e-mail, SMS e fax. UC non è quindi un singolo prodotto ma una architettura di sistemi telematici che si avvalgono di mezzi diversi raggiungibili attraverso un'unica interfaccia comune.